# 拉扎爾·沃格
拉扎爾·沃格（法語：Lazare Wogue，1817年7月22日—1897年4月14日）出生於今天法國法蘭西島大區塞納-馬恩省的楓丹白露，曾經是法國猶太教的拉比、辭書學家和塔木德教授。

## 生平
他先前往梅斯就讀當時的中央拉比學校，在1843年取得拉比資格之後，擔任時任巴黎首席拉比馬爾尚·埃內里的私人助理，1859年中央拉比學校遷址到巴黎改稱為法國猶太神學院（SIF），他就開始教學希伯來語，他的著名學生當中有：邁爾·蘭伯特、後來的法國首席拉比邁爾·蘭伯特。
同時他也是一名辭書學家，摩西五經的法語翻譯本，便是由他所完成的譯著，對於後來的法國猶太教有深遠的影響。